# Simocephalus vetulus
Simocephalus vetulus är en kräftdjursart som först beskrevs av Otto Friedrich Müller 1776.  Simocephalus vetulus ingår i släktet Simocephalus och familjen Daphniidae. Arten är reproducerande i Sverige. Inga underarter finns listade i Catalogue of Life.

## Bildgalleri

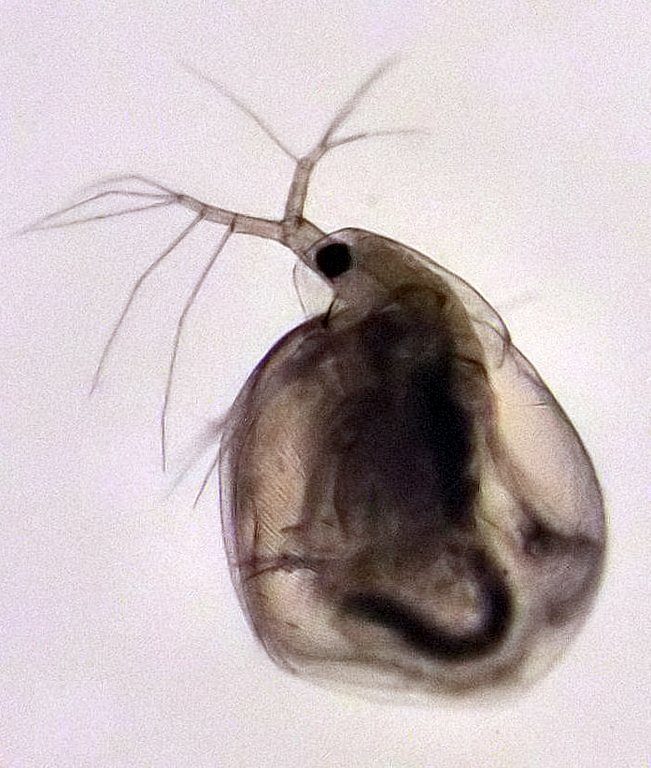